# Bevismyia basuto
Bevismyia basuto är en tvåvingeart som beskrevs av Munro 1957. Bevismyia basuto ingår i släktet Bevismyia och familjen borrflugor.
Artens utbredningsområde är Lesotho. Inga underarter finns listade.